# 尊速万
尊速万（高棉语ជួន សុវណ្ណ）  高棉族（据说其有华人血统）现任金边市警察局局长，官至上将，弟弟尊那任于2015后4月6日从金边市警察局副局长将被委任为西哈努克省警察局新局长。